# Mayim Mayim

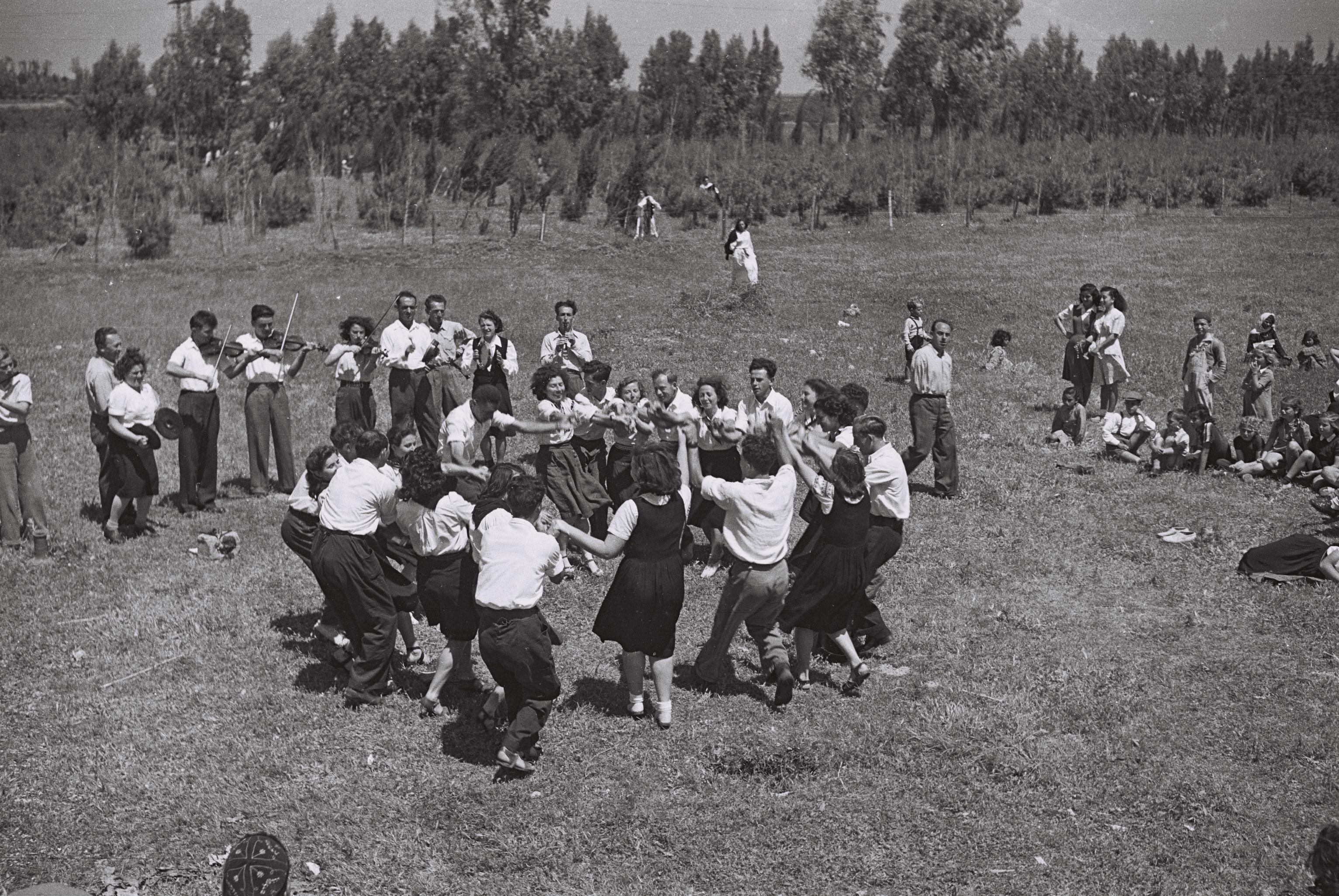
Volkstanzgruppe im Kibbutz Dalia, historische Fotos von Zoltan Kluger, 1. Mai 1945

Mayim Mayim (מים מים, „Wasser, Wasser“) ist ein populärer israelischer Volkstanz, dem ein Lied gleichen Namens zugrunde liegt. Er wird weltweit gerne aufgeführt und ist auch unter dem Namen Ushavtem mayim (nach den Anfangsworten) bekannt.

## Entstehung
Der Text ist ein Vers aus der hebräischen Bibel: ושאבתם־מים בששון ממעיני הישועה׃, in Umschrift: Ushavtem mayim bessasson mimaynei hayeshua; die Übersetzung lautet: „Ihr werdet mit Freuden Wasser schöpfen aus den Brunnen des Heils. “ (Jes. 12,3 )

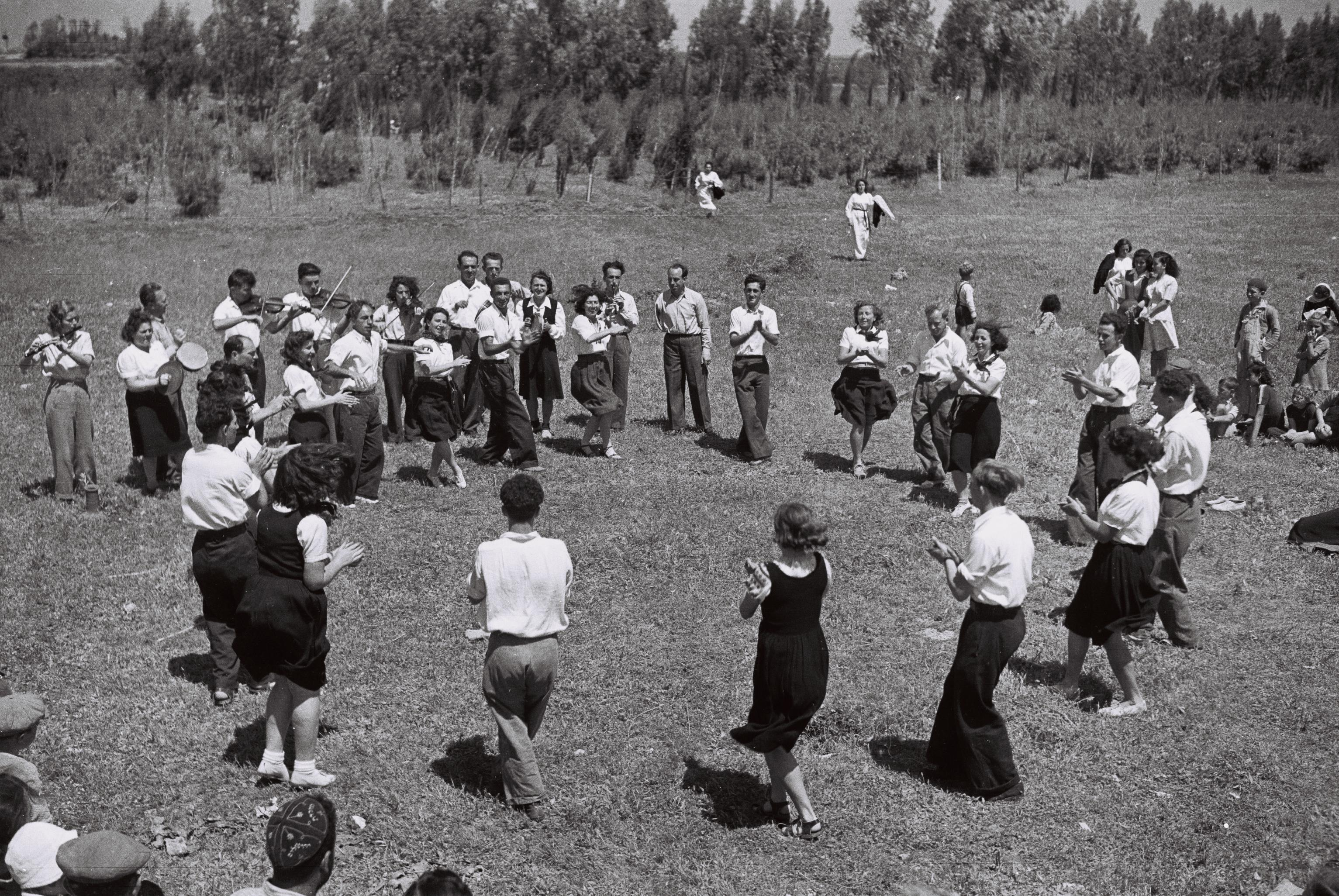
Beide Fotos zeigen typische Elemente des Mayim-Tanzes.

Emanuel Pugashov Amiran komponierte dazu ein Volkslied; dessen Text lautet in Umschrift wie folgt:
Ushavtem mayim b'sason mimainei hayeshua
Ushavtem mayim b'sason mimainei hayeshua
Mayim mayim mayim mayim, hey, mayim b'sason
Mayim mayim mayim mayim, hey, mayim b'sason
Hey, hey, hey, hey
Mayim mayim mayim mayim mayim mayim b'sason
Mayim mayim mayim mayim mayim mayim b'sasonDie Choreographin des Tanzes war Else Jeanette Dublon.
In einem Leserbrief an die Jerusalem Post schrieb sie am 25. Dezember 1972, sie habe den Tanz selbst choreographiert und im Juni 1937 gemeinsam mit Yehuda Sharett im Kibbutz Na’an aufgeführt; der Anlass war ein Wasserfest, da man nach siebenjähriger Suche den für Na’an lebensnotwendigen Brunnen bohren konnte. Dublon und Sharett hätten Mayim Mayim dann in den späten 1930er Jahren in verschiedenen Kibbutzim bekannt gemacht, und so sei er auch 1944 auf dem ersten israelischen Tanzfestival im Kibbutz Dalia (14.–15. Juli 1944) aufgeführt worden. (Man sprach damals nicht von israelischen, sondern von palästinensischen oder hebräischen Tänzen.)
Nach Matti Goldschmidt ist Mayim Mayim das Musterbeispiel eines im säkularen Umfeld der Kibbuzbewegung entstandenen Vorführtanzes, „meist in biblischen Phantasiekostümen.“
Else Dublon beschrieb ihre Choreographie so: „Yehuda gab mir sein Lied Ushavtem, das er orchestriert hatte, und ich machte eine richtige Zeremonie daraus. Mein Tanz begann mit einem Schritt, der für mich Wellen darstellte. Der nächste Teil, bei dem die Tänzer in den Kreis eintraten, drückte das Fließen des Wassers aus der Quelle aus. Der dritte Teil des heutigen Volkstanzes, mit den Sprüngen, der ist nicht von mir. In meiner Version gab es keine Sprünge. Da ich ungeübte Tänzer choreographierte, mußte ich einfache Schritte entwickeln, ich wollte aber nicht, dass sie einfach die Hora-Schritte machten. Der Tanz wurde von mehreren Kreisen von Tänzern getanzt, ein Kreis in dem anderen.“

### Besonderheit
Der Tanz beginnt mit dem nach ihm benannten Mayim-Schritt, d. h., es ist eigentlich eine bei israelischen Tänzen übliche Bezeichnung für einen Kreuzschritt.

## Rezeption
Der Wassertanz war für die Zeitgenossen Ausdruck der engen Verbindung der Kibbuzbewegung mit der Landwirtschaft. Im Vorfeld der israelischen Staatsgründung drückten Tanzgruppen in der jüdischen Diaspora mit Mayim Mayim ihre Solidarität aus.
Nach der japanischen Kapitulation nutzte das US-Oberkommando Mayim Mayim „at nursery school gym classes and labor recruitment meetings as a means of rebuilding Japanese community.“ Der amerikanische Pädagoge Ricky Holden machte den Tanz in der japanischen Bevölkerung populär, mit der Folge, dass seine Melodie oft in japanischen Videospielen zu hören ist.
In Deutschland wird der Tanz Mayim Mayim gerne in der (christlichen) Religionspädagogik eingesetzt, überall dort, wo es um das Symbol Wasser geht.